# DNMT3B
DNMT3B (o ADN (citosina-5) – metiltransferasa 3 beta) és un enzim que en els éssers humans està codificat pel gen DNMT3B, el qual se situa al cromosoma 20. Aquest enzim, juntament amb el DNMT3A, és necessari per a la metilació de novo a tot el genoma i és essencial per a l'establiment de patrons de metilació del DNA durant el desenvolupament.
Pel que fa a l'enzim DNMT3B, destaca el domini PWWP N-terminal, el qual s'encarrega d'unir la proteïna a la cromatina. A més a més, també compta amb un domini ADD, el qual és un motiu de dit de zinc (zinc-finger), i un domini SAM-dependent MTase C5-type.
L'enzim DNMT3B pertany a la família d'enzims metiltransferases i, a part d'interaccionar amb altres enzims DNMT ––com ara el DNMT3A i el DNMT1––, també s'han observat interaccions amb altres proteïnes, les quals són ZHX1, EZH2, SUMO-1.
Existeixen diferents isoformes de l'enzim DNMT3B amb petites variacions que fan que tinguin funcions més específiques o es vegin associades a processos concrets.
Aquesta proteïna està involucrada en el càncer, malaltia on la metilació de l'ADN hi té un paper important. A més a més, s'ha observat que variants del ΔDNMT3B poden estar dirigides de forma aberrant, fet que contribueix a patrons anòmals de metilació observats en la tumorigènesi. Recentment també s'ha descobert que una mutació en el gen DNMT3B és protagonista en el 66,7% dels casos diagnosticats de la síndrome d'immunodeficiència, inestabilitat de la regió centromèrica i anomalies facials (ICF).

## Història
El 1975, l'equip liderat per Riggs i Holliday i Pugh va proposar per primera vegada la necessitat de l'existència d'una metiltransferasa de manteniment que dugués a terme la metilació tant en llocs sense metilar com en llocs hemi-metilats, on peresentaria més facilitat per dur a terme aquest procés.
L'existència d'aquestes metiltransferases va quedar demostrada pels experiments realitzats el 1981 per Wigler et al. i el 1982 per Stein et al., que provaven l'herència clonal dels patrons de metilació de les cèl·lules dels mamífers. El 1988, un tercer experiment dut a terme per Bestor et al. va tornar a provar l'existència d'aquestes proteïnes amb la clonació de la primera ADN metiltransferasa (DNMT1) d'un mamífer.
Experiments realitzats per Li et al. el 1992 i Lei et al. el 1996, que consistiren en la inactivació del gen DNMT1 de ratolins, van demostrar que això resultava en la desmetilació de totes les seqüències estudiades, indicador de que la funció principal d'aquest gen tenia a veure amb el manteniment de la metiltransferasa in vivo i en l'assegurament de la replicació dels patrons de metilació de l'ADN durant cada ronda de la divisió cel·lular. Tot i que es va demostrar el paper del DNMT1 a la metilació in vivo, no es va poder provar amb suficients evindències que dugués a terme una funció rellevant a la metilació de novo, per tant va sorgir l'indici de l'existència d'un altre enzim diferent responsable d'aquest procés. Aquesta hipotèsi va ser confirmada amb un estudi de Lei et all. el 1996, on es va posar de manifest que cèl·lules mare sense presència del DNMT1 tenien la capacitat de metilar ADN retroviral.
El 1982 investigacions de Jähner et al., Palmiter et al. o Stewart et al. van determinar que la metilació de novo era molt present en embrions primerencs i en carcinomes embrionaris. Uns anys més tard, gràcies a les investigacions realitzades per Monk et al. el 1987, Stanford et al. també el 1987, Howlett and Reik el 1991 i Kafri et al. el 1992 es va tornar a confirmar això amb l'observació d'un òvul fertilitzat, el qual durant el desenvolupament preimplantacional patia una onada de desmetilació que esborrava part del patró de metilació heretat dels seus progenitors. A la vegada van demostrar que després de la implantació es produïa una nova onada de metilació de novo que establia el nou patró de metilació.
La recerca continuada de noves metiltransferases en mamífers ha portat al descobriment de variants DNMT2 i DNMT3. A més a més, un estudi dut a terme en ratolins per Okano et al. el 1998 va mostrar que la desactivació de la DNMT2 no provocava alteracions ni al procés de metilació de novo ni a la metilació de manteniment d'ADN províric, fet que va portar als investigadors a la conclusió que aquesta proteïna no s'encarregava de realitzar la metilació de novo.
En l'actualitat es coneix que la família DNMT3 està formada pels gens DNMT3A i DNMT3B i que es troba altament expressada en cèl·lules mare, sent imprescindibles per a la metilació genòmica de novo i essencials pel desenvolupament dels mamífers.
Estudis recents publicats el 2018 evidencien que el reclutament de DNMT3B està regulat per nombrosos mecanismes, com les modificacions de la cromatina, els nivells de transcripció, els RNA no codificants i la presència de factors d'unió a l'ADN, i relacionen les anomalies de metilació de l'ADN amb malalties humanes de tipus cromosòmiques i genòmiques, com ara malalties hereditàries i càncer. La síndrome d'immunodeficiència autosòmica recessiva, inestabilitat centromèrica i anomalies facials, tipus I (ICF-1), s'associen a mutacions hipomòrfiques del gen DNMT3B, i al mateix temps, l'expressió alterada d'aquest es relaciona amb processos tumorals. Tot plegat implica que els patrons anormals d'hipometilació i hipermetilació de l'ADN afecten l'expressió gènica i l'arquitectura genòmica que contribueixen als estats patològics.
Els resultats d'una sèrie d'assajos clínics publicats l'any 2019 han demostrat que la hipermetilació dels supressors tumorals mediada per DNMT1 o DNMT3B contribueix a la progressió i gravetat de la LMA (leucèmia mieloide aguda). Es van fer estudis amb l'objectiu de provar l'eficàcia d'inhibidors experimentals del DNTMT en LMA. Es va arribar a la conclusió que els agents hipometilants de nucleòsids mostraven respostes millorades en assaigs clínics de pacients amb LMA, i els nous inhibidors no nucleòsids del DNMT van demostrar citotoxicitat contra les cèl·lules de LMA en entorns preclínics.

## Estructura del gen DNMT3B

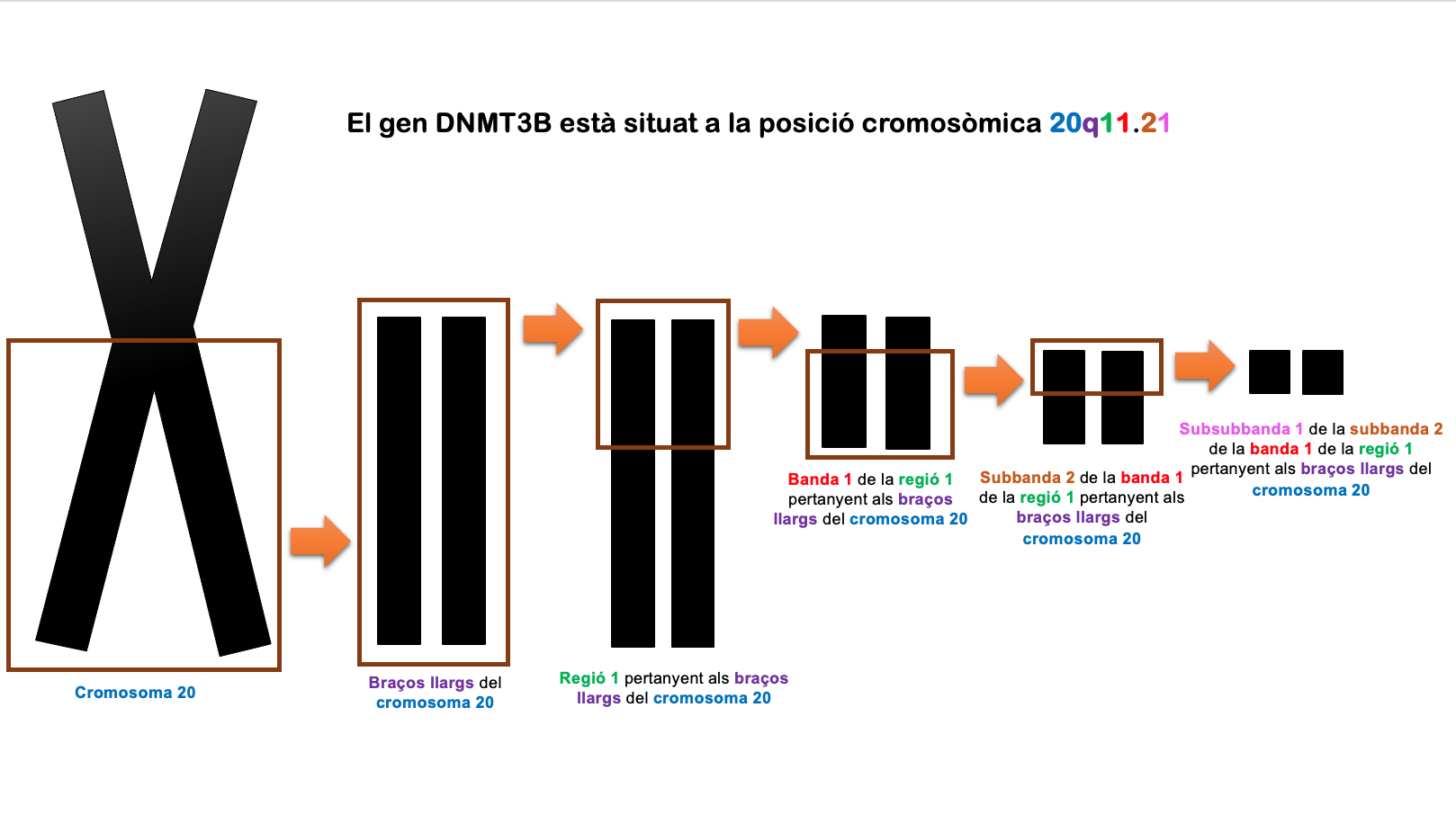
Aquesta imatge mostra la posició cromosòmica del gen DNMT3B d'una manera esquemàtica i visual

El gen DNMT3B se situa en el braç llarg de la posició 11.21 del cromosoma 20 humà i està constituït per 24 exons —regió que té la capacitat de codificar una proteïna; en aquest cas, l'enzim DNMT3B amb 853 aminoàcids.

## Estructura de la proteïna DNMT3B
La proteïna DNA (citosina-5) -metiltransferasa 3B codificada pel gen DNMT3B també és coneguda com a DNMT3B, altres noms són: ADN metiltransferasa HsaIIIB, ADN MTasa HsaIIIB, M.HsaIIIB. Categòricament és una enzim associat al DNA. La localització és intracel·lular, també es localitza amb condensina i KIF4A a cromosomes condensats durant la mitosis, a més la localitzen a regions centromèriques i peri-centromèriques, quasi tot el contingut de DNMT3B està forçament ancorat a un subconjunt de nucleosomes que contenen DNA metilat amb elements SINE i LINE metilats i les illes CpG són el llocs d'unó principals de DNMT3B, suggerint que l'herència de la metilació del DNA requereix senyals dels components de cromatina a més de la Hemimetilació.
Aquesta proteïna presenta dominis en PWWP a les posicions 225-283, ADD a les posicions 423-555 i un domini a "SAM-dependent MTase C5 type" a les posicions 575-853. El domini PWWP juga un rol fonamental com a marcador d'heterocromatina pericèntrica.
Respecte l'estructura, té una regió rica en cisteïna central del domini PWWP N- terminal amb homologia amb respecte ATRX (XNP). Té un domini PHD amb 5 dominis catalítics conservats del –C terminal que funcionen en relació de transmetilació. La regió reguladora N-terminal llarga està unida a un domini C-terminal conservat responsable de l'activitat catalítica amb el domini PWWP en la regió N-terminal, el mòdul de focalització de cromatina -> cromosoma és essencial per a la focalització de cromatina dels enzims.
El domini PWWP s'encarrega d'unir la proteïna a la cromatina, és a dir, Heterocromatina pericèntrica donant lloc a la metilació de certes zones del DNA. Està format per 150 aminoàcids i té una seqüència central de Pro-Trp-Trp-Pro. Arran de la superfície del domini Lys i Arg que són lloc d'unió del DNA, aquest domini interacciona amb altres factors com a Lys36 de la histona H3, que és fonamental per a la unió a la cromatina. ZHX és la proteïna que interacciona amb DNMT3B que contribueix al silenciament dels gens. La TDG inhibeix l'activitat de DNAmetiltranferasa de DNMT3A.
A més a més, un domini ADDz que és un domini catalític actiu de DNMT3B i membre d'aquesta família de metiltransferases de novo que té una regió variable N-terminal seguida de la regió PWWP, tot dos rics en cisteïna. El domini ADDz és un motiu de dit de zinc similar PHD que conté dos parts, un C2-C2 i un dit de zinc similar a PHD. S'han identificat al voltant de 40 proteïnes que s'han vist implicades principalment al control transcripcional intervingut per cromatina; a ADDz, el residu de histidina conservat del dit PHD es reemplaça per una Cisteïna i un motiu addicional C2-C2 al dit zinc que es troba aproximadament a dalt del motiu C4-C-C3.
Les SAM-dependent MTase C5-type són un tipus de metilació covalent d'un grup metil a la citocina dins de les CpG, té l'efecte de repressió al gen de la transcripció, mitjançant la inhibició de la unió del factor de transcripció o el reclutament de proteïnes d'unió a metil i a seus factors de remodelació de cromatina associats, donant lloc a la inactivació del cromosoma X. La metilació del DNA és essencial per al desenvolupament embrionari adequat i és un factor important tant per a la reparació del DNA com per a l'estabilitat del genoma, aquestes unions es donen a motius específics de reconeixements d'una diana.

## Funció de la proteïna DNMT3B

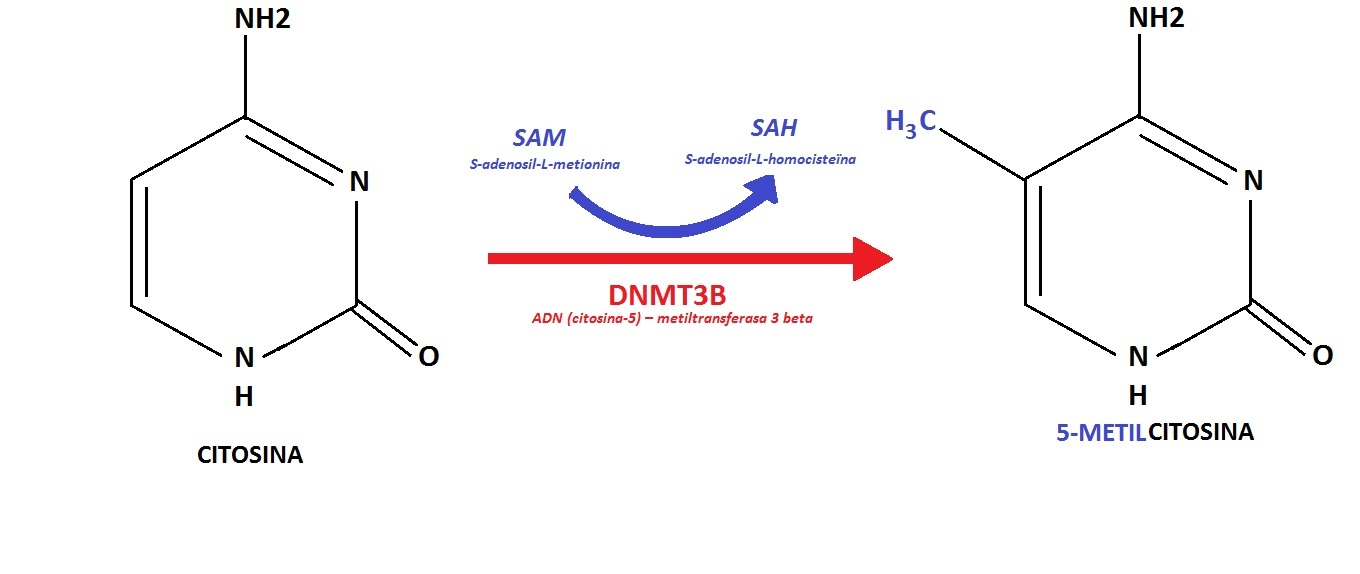
L'enzim DNMT3B realitza la metilació de novo del genoma. Aquesta metilació té lloc principalment sobre les citosines segons la reacció: citosina + S-adenosil-L-metionina ------> 5-metilcitosina + S-adenosil-L-homocisteïna
El coenzim SAM és el donador del grup metil.

La funció principal de l'enzim DNMT3B és la metilació de novo del DNA, funció en la qual també hi participa el DNMT3A. La metilació del DNA és una modificació epigenètica que regula l'expressió gènica, juntament amb altres modificacions com la metilació de les histones.
En els mamífers, aquesta metilació del DNA es produeix predominantment a la posició C-5 de la citosina dins del dinucleòtid CpG simètric, que afecta aproximadament un 70-80% dels llocs CpG a tot el genoma. Aquest enzim realitza concretament la metilació de novo, la qual es basa en l'addició de grups metil a tot el genoma per primera vegada, és a dir, l'enzim DNMT3B, juntament amb altres enzims com el DNMT3A, s'encarrega de decidir quina regió es metila i quina no. Això és essencial per tal que s'estableixin els diferents patrons de metilació del DNA durant el desenvolupament embrionari, però també té un paper clau en la inactivació del cromosoma X. La proteïna es localitza principalment al nucli i la seva expressió es regula durant el desenvolupament; també s'ha observat que aquesta proteïna metila preferentment el DNA que es troba dins del nucli del nucleosoma.
D'altra banda, també pot funcionar com a co-repressor transcripcional mitjançant l'associació amb CBX4. De la mateixa manera, s'ha observat que el DNMT3B pot associar-se amb el DNMT1 i, tot reclutant CTCFL, participar en l'activació de l'expressió gènica de BAG1 mitjançant una dimetilació de la histona promotora H3 a H3K4 i H3K9.

## Familia del gen
La melilació té un paper important en els processos epigenètics, on s'observa l'agregació de grups metils als nucleòtids de la citosina i la guanina del DNA. Les metiltransferases modifiquen, doncs, el DNA implicat en la transcripció del gen i en la seva estabilitat, per la qual cosa intervé en el desenvolupament del mamifers. S'han identificat diversos gens que codifiquen DNA citosina metiltransferases: DNMT1, DNMT2, DNMT3.
La família de gens DNMT3 MURINA estan regulades pel desenvolupament i es comporten com a DNAmetiltransferses de novo, ja que són essencials; viure sense cap d'aquests provocaria una inestabilitat dels cromosomes.
La família DNMT3 inclou un pas catalític inactiu que es produeix durant la gametogènesis conegut com a DNMT3L, el qual és un enzim crucial per a l'estimulació de la metilació de Novo mitjançant metiltranferasa –citosina-3-alfa. Curiosament, el domini ric en cisteïna de les proteïnes DNMT3 comparteix homologia amb un domini similar que es troba al gen ATRX lligat al cromosoma X de la família SNF2/SWI; el que ens planteja la possibilitat que aquest domini pugui intervenir entre proteïnes o interaccions proteïna/DNA –> actualment aquesta línia està en investigació de la funció del domini.
DNMT1 s'encarrega del manteniment de la metilació del DNA, fa còpies dels patrons de metilació del DNA a la cadena filla durant la replicació. Tant DNMT3A com DNMT3B fan de Metiltransferses de novo durant el desenvolupament embrionari, ja que ajuden a mantenir els patrons de metilació del DNA de les cèl·lules somàtiques en sincronia amb DNMT1 (DNMT1 no pot realitzar la seva funció per si mateix). DNMT3A té dos isoformes diferents, mentre que DNMT3B té més de 30 isoformes i es troba altament conservat en humans. Moltes d'aquestes proteïnes estan relacionades amb el càncer ja que condueixen canvis en la metilació de DNA.

## Gens veïns

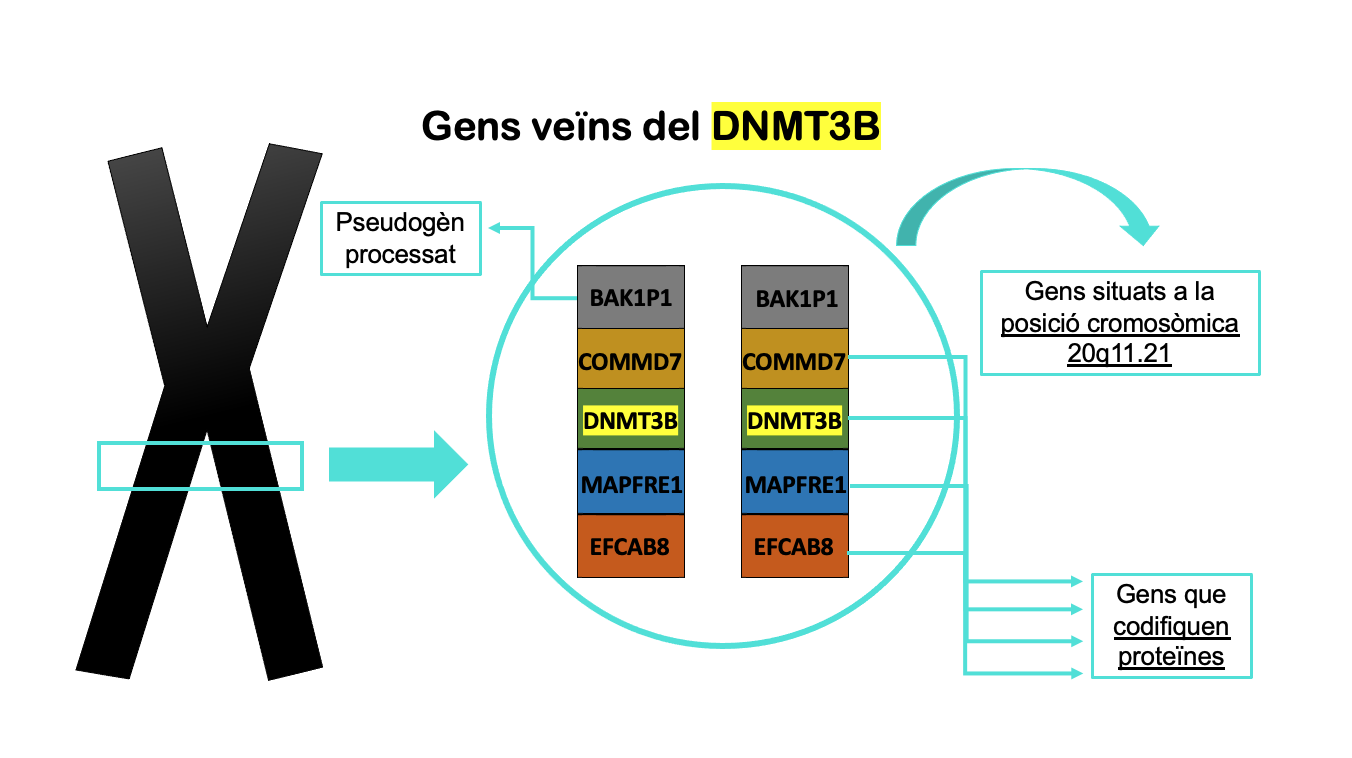
Gens veïns del DNMT3B situats al cromosoma 20 humà d'una forma esquemàtica i visual

### Gen COMMD7
És un gen amb 9 exons situat al cromosoma 20, concretament a la posició 11.21. Codifica una proteïna que modula l'activitat de diferents complexos proteics. Com a mostra, s'uneix al complex proteic NF-kappa-B ––el qual s'encarrega de controlar la transcripció del DNA entre d'altres–– per tal d'inhibir la seva activitat transcripcional. Aquest gen s'expressa majoritàriament a la glàndula tiroide i a la placenta; tot i que també està present en 25 altres tipus de teixits.

### Gen BAK1P1
És un pseudogèn processat situat al cromosoma 20, concretament a la posició 11.21.

### Gen MAPRE1
És un gen amb 8 exons situat al cromosoma 20, concretament a la posició 11.21. Codifica una proteïna que s'associa als microtúbuls del fus mitòtic i als centrosomes durant el procés de divisió cel·lular. Aleshores, com que la proteïna participa en la mitosi, es creu que regula l'estabilitat dels cromosomes i les estructures dels microtúbuls. S'expressa en abundància a la medul·la òssia i a la glàndula tiroide, tot i que també està present a 25 altres tipus de teixit.

### Gen EFCAB8
És un gen amb 30 exons situat al cromosoma 20, concretament a la posició 11.21. S'expressa majoritàriament als testicles ––tot i que també es troba en uns altres 6 teixits–– codificant una proteïna.

## Interaccions

### Interaccions amb enzims DNMT
Se sap que existeixen tres famílies diferents de DNA (citosina-5-) metiltransferases; DNMT1, DNMT2, DNMT3A i DNMT3B. Aquests enzims participen en l'establiment i el manteniment de patrons de metilació genòmica durant el desenvolupament dels mamífers. S'ha demostrat que els enzims que s'encarreguen de la metilació de novo en humans, DNMT3A i DNMT3B, formen complexos amb el principal enzim que s'encarrega de la metilació de manteniment: DNMT1.

### Interaccions amb ZHX1
Per una altra banda, s'ha observat que DNMT3B i ZHX1 interactuen in vivo i in vitro. Concretament, és el domini PWWP N-terminal de DNMT3B el que interactua amb els homeodominis de ZHX1. La proteïna ZHX1 conté una senyal de localització nuclear en el motiu homebox del terminal C, i tant ZHX1 com DNMT3B s'han localitzat conjuntament al nucli.
A més a més, s'ha investigat que ZHX1 millora la repressió transcripcional de DNMT3B quan aquest segon es dirigeix directament al DNA. Així doncs, existeix un vincle directe entre la proteïna DNMT3B i ZHX1; a més a més, s'ha vist que condueix a un silenciament genètic millorat per DNMT3B.

### Interaccions amb EZH2
Els sistemes epigenètics essencials implicats en la repressió hereditària de l'activitat gènica són les proteïnes del grup Polycomb (PcG) i els sistemes de metilació del DNA. L'enzim DNMT3B forma part d'aquest segon sistema. Ara bé, s'ha observat que aquestes dues vies de silenciament estan relacionades mecànicament. Per exemple, la proteïna PcG EZH2 interactua amb DNA metiltransferases (DNMT) i s'associa amb l'activitat d'aquests enzims in vivo fins al punt que la unió de DNMTs a diversos gens reprimits amb EZH2 depèn de la presència d'aquesta segona proteïna. EZH2 interacciona amb DNMT3B controlant la metilació ja serveix com a plataforma de reclutament de DNA metiltransferases, entre elles la DNMT3B, destacant així una connexió directa entre dos sistemes clau de repressió epigenètica.

### Interaccions amb SUMO-1
Finalment, s'ha demostrat que DNMT3B interactua amb SUMO-1 i Ubc9 in vitro i in vivo fins al punt que DNMT3B pot ser modificat per SUMO-1. Aquesta interacció té lloc en la regió N-terminal de l'enzim DNMT3B. Degut a això, s'ha suggerit que la sumoilació podria constituir un mecanisme de regulació de DNMT3B in vivo.

## Variants o isoformes del DNMT3B

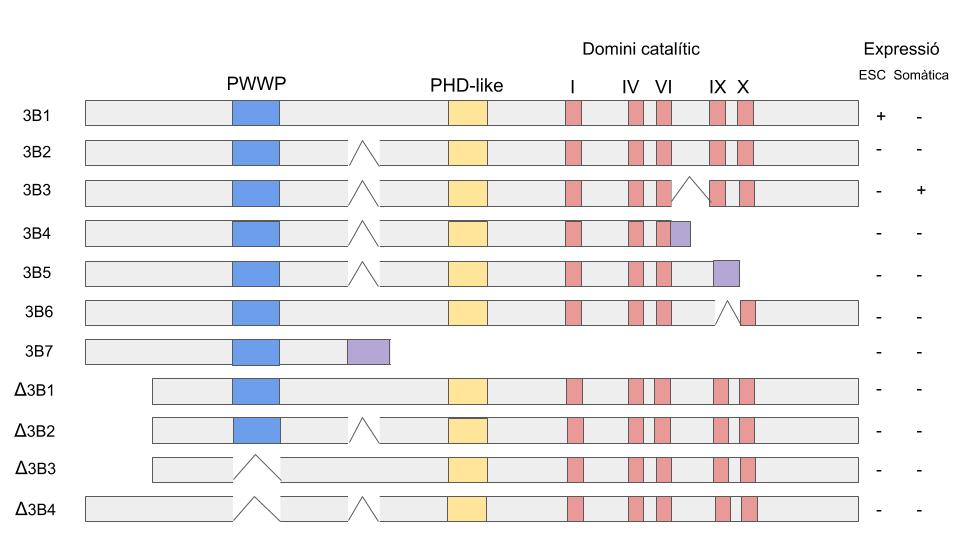
En aquest diagrama trobem representades les isoformes del DNMT3B (DNMT3B1, DNMT3B2, DNMT3B3, DNMT3B4, DNMT3B5, DNMT3B6, DNMT3B7, DNMTΔ3B, DNMTΔ3B2, DNMTΔ3B3 i DNMTΔ3B4). En color blau trobem el domini PWWP, en color groc el domini PHD-Like, i finalment en color rosa el domini catalític. Cada isoforma té una expressió concreta depenent de si es tracta de cèl·lules mare embrionàries o de cèl·lules somàtiques.

Les isoformes del DNMT3B s'encarreguen dels processos de metilació de novo del DNA i es troben expressades durant la creació de patrons de metilació i processos tumorals.

### DNMT3B1
Una de les metiltransferases amb més importància és la DNMT3B1, responsable de la metilació de novo durant el desenvolupament embrionari, procés clau en la conformació del patró epigenètic del nou organisme. Aquesta isoforma no s'expressa en cèl·lules somàtiques.

### DNMT3B2
La metiltransferasa DNMT3B2 careix de l'exó 10, tot i que manté el domini catalític intacte. Aquesta isoforma és expressada a nivells molt baixos en cèl·lules somàtiques i està relacionada amb la presència de patrons aberrants de DNA durant la tumorogènesis.

### DNMT3B3
A la vegada, isoformes com la DNMT3B3, catalíticament inactives, han demostrat actuar com a proteïnes accessòries en cèl·lules canceroses, on es troben sobreexpressades.

### DNMT3B4
La isoforma DNMT3B4, també catalíticament inactiva, interactua amb la resta de metiltransferases DNMT3 i redueix la capacitat d'unió del DNA. La seva sobreexpressió es relaciona amb la hipometilació de zones satèl·lit pericentromèriques

### DNMT3B5 i DNMT3B6
Les isoformes DNMT3B5 i DNMT3B6 es presenten sobreexpressades en diferents processos cancerígens, com el carcinoma gàstric o el càncer d'ovaris.

### DNMT3B7
La isoforma DNMT3B7 es tracta d'una proteïna truncada que interfereix amb el funcionament normal de la metilació del DNA, unint un o més dels lligands del DNMT3B. Aquesta interferència pot provocar modificacions en les histones, modificant sobretot l'expressió de gens del cromosoma X. Aquesta alteració del procés de metilació i de l'expressió gènica es troba relacionada amb processos cancerígens, entre els quals es troben cèl·lules tumorals sòlides hematopoètiques. A més a més, el DNMT3B7 es troba altament expressat en ganglioneuroblastomes, en comparació a la seva expressió en neuroblastomes sense diferenciació.

### Isoformes delta
Un estudi publicat el 2006 relaciona les isoformes delta DNMT3B amb els processos tumorogènics del càncer de pulmó.

## Importància clínica i avenços

### Càncer
La metilació del DNA és un mecanisme epigenètic, ja que modifica l'estructura i l'expressió dels gens sense alterar la seqüència de nucleòtids. Concretament, les proteïnes DNMT metilen el DNA, és a dir, afegeixen grups metil als nucleòtids citosina que es troben units a una guanina.
S'han observat que dues de les causes dels tumors estan associades amb els processos de metilació del DNA:
- La hipermetilació inhibeix l'expressió dels gens i, per consegüent, quan aquesta afecta els gens supressors de tumors, els quals controlen el cicle cel·lular, la proliferació cel·lular augmenta donant lloc a tumors.[45]
- La hipometilació permet una constant transcripció dels gens i, per tant, quan aquesta afecta oncogens, permet el desenvolupament de càncers.[46][47]

Aleshores, per tal de combatre el càncer, s'estan estudiant noves teràpies basades en l'efecte que té la metilació del DNA sobre el desenvolupament de tumors, com per exemple:
- La inhibició de les proteïnes DNMT, ja que d'aquesta manera no s'induiria la funció dels gens supressors de tumors. Malgrat tot, convé ressaltar que podria comportar una abundant expressió dels oncogens.[47][48]

### Intervenció del DNMT3B quan DNMT1 no pot metilar
Cal destacar que el DNMT3B sembla ser requerit a la regió N-terminal dels enzims per la unió estable als nucleosomes, ja que les variants de ΔDNMT3B, la qual és una isoforma, es dissocien fàcilment dels mononucleosomes. Com que aquestes variants tenen activitat metilant activa de Novo, la falta d'ancoratge pot ser clau per la generació de patrons de metilació fals com al càncer. Aleshores, DNMT3B està associat amb nucleosomes que contenen llocs CpG metilats, pel que tenen un paper en el manteniment d'aquestes regions; això és degut al fet que DNMT1 no pot processar la gran quantitat de llocs hemimetilats generats a algunes regions com les illes CpG i algunes repeticions a causa de la rapidesa en el procés de replicació, donant com a resultat regions sense metilar.
DNMT3B està unit al DNA i, després del pas de replicació, té l'oportunitat de metilar llocs CpG no metilats, així com fer la seva activitat de metilació de DNA acabat de sintetitzar. Per altra banda, les variants de ΔDNMT3B poden estar dirigides, de forma aberrant, el que contribueix als patrons de metilació anòmals observats en la tumorgènesis.

### Síndrome d'immunodeficiència, inestabilitat de la regió centromèrica i anomalies facials (ICF)
El síndrome d'immunodeficiència, inestabilitat de la regió centromèrica i anomalies facials (ICF) és una malaltia genètica autosòmica i recessiva molt poc freqüent que està caracteritzada per defectes immunitaris, inestabilitat de l'heterocromatina pericentromèrica, anomalies facials i retard mental. Recentment s'ha descobert que una mutació en el gen DNMT3B és protagonista en el 66,7% dels casos diagnosticats d'ICF; per tant, la proteïna enzimàtica codificada per aquest gen, la qual és l'enzim DNMT3B, es troba modificada en un aminoàcid del domini catalític i, com a conseqüència, l'activitat enzimàtica de la metilació de l'ADN ––procés regulador i fonamental de la informació genètica–– es veu alterada en aquesta malaltia. Per tant, el fet que la metilació del DNA no es trobi normalitzada provoca que altres gens, com ara els relacionats amb la funció immunològica, el desenvolupament i la neurogènesi, mostrin canvis significatius en la seva expressió, la qual cosa dona lloc al desenvolupament de la malaltia ICF.